# Cibodas

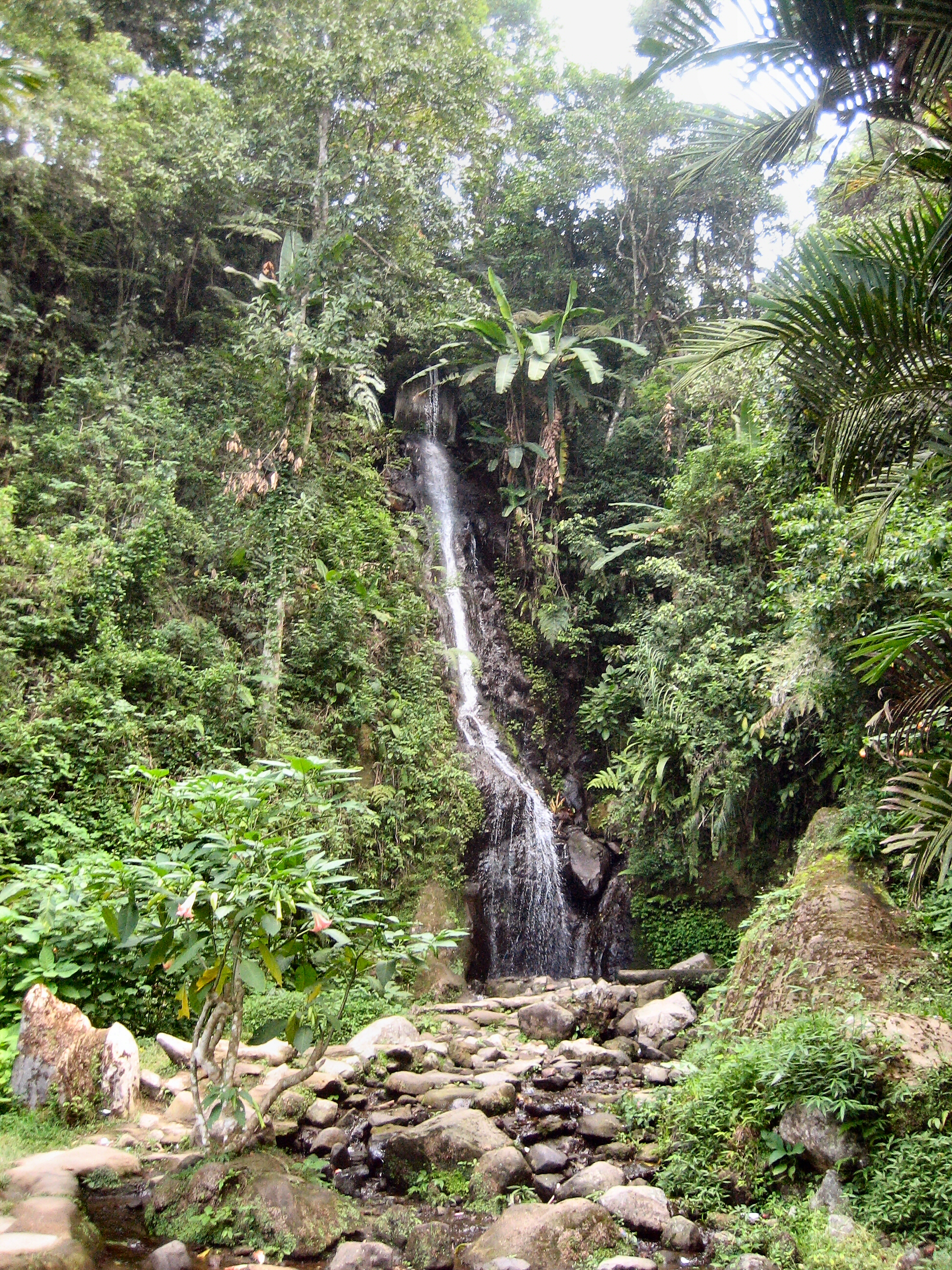
Botanischer Garten Cibodas

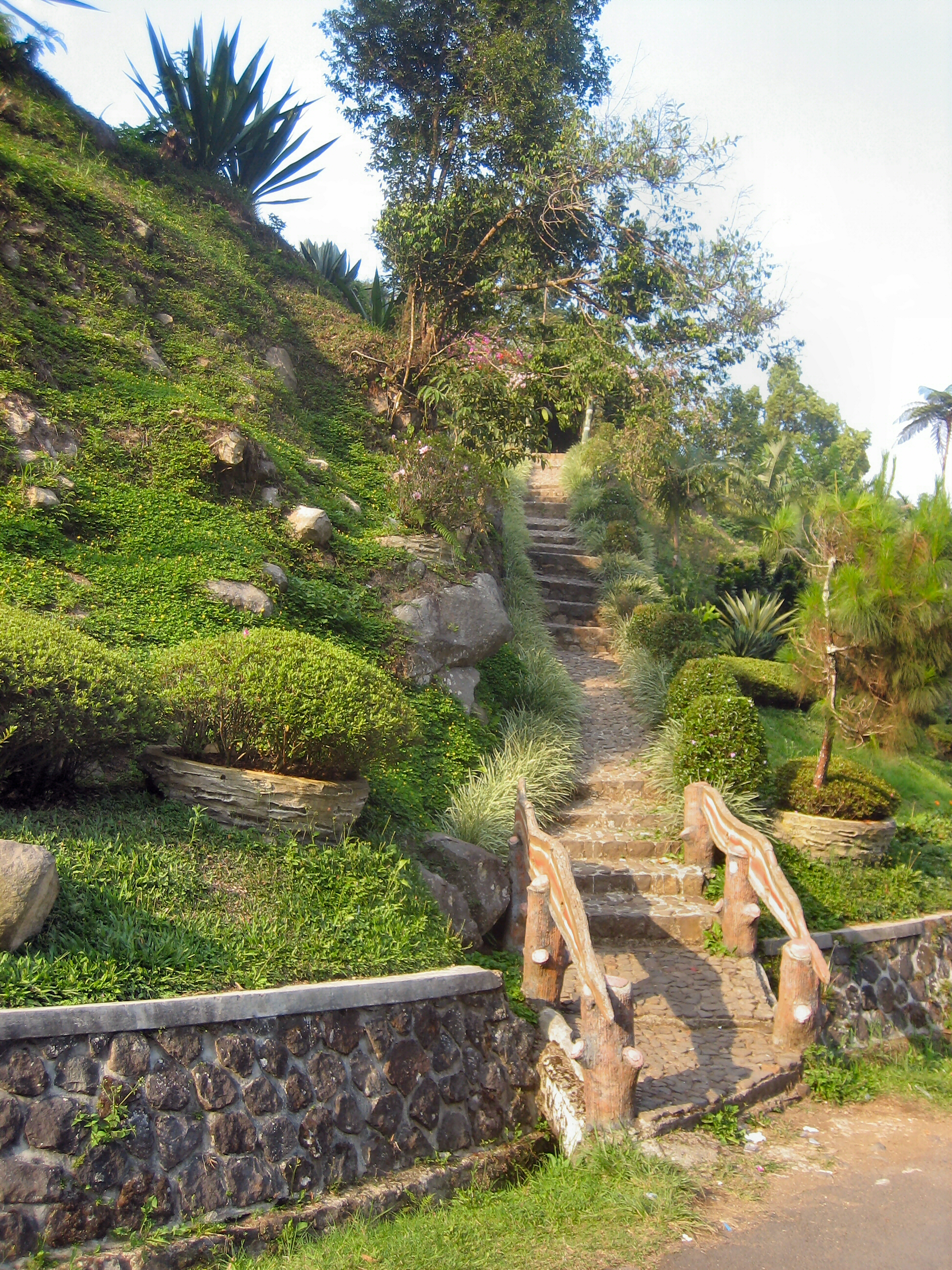
Botanischer Garten Cibodas

Cibodas ist ein Dorf knapp unterhalb des Puncak-Passes auf Java, Indonesien auf der Strecke zwischen Bogor und Bandung.
Der Ort liegt am Hauptzugang zum Nationalpark Gunung Gede-Pangrango am Fuß der beiden Gipfel des Vulkans Gede. Vom Parkeingang führt ein Wanderweg zu einem kleinen See (Telaga Biru), einem Wasserfall (Cibeureum-Fälle, 1 Stunde), heißen Quellen (2 ½ Stunden) und weiter zu den beiden Vulkangipfeln (10–12 Stunden Gehzeit jeweils). Der Ort ist geprägt von den gepflegten Gärten und Pflanzenverkaufsstellen der hier zahlreichen Gärtnereibetriebe.

## Botanischer Garten Cibodas
Hauptattraktion ist der Botanische Garten (Kebun Raya Cibodas), der eine Außenstelle des Botanischen Gartens in Bogor ist und diesen mit 125 ha größenmäßig sogar noch übertrifft. Gegründet wurde er am 11. April 1862 von Johannes Elias Teijsmann, Kurator am Botanischen Garten Bogor, mit dem Namen Bergtuin Tjibodas (Mountain Estates Cibodas). Ursprünglich als ein Platz zum Akklimatisieren von Pflanzen ausländischer Herkunft von hoher wirtschaftlicher Bedeutung wie zum Beispiel dem Chinarindenbaum, wurde er später ein Teil des Botanischen Gartens in Bogor und ist heute einer von vier indonesischen Botanischen Gärten. Der auf 1300–1425 Metern Höhe gelegene Garten beherbergt heute 5831 Pflanzen von 1205 verschiedenen Arten. Im Park gibt es mehrere natürliche und künstliche Wasserfälle. Schwerpunkte des Parks sind tropische Hochlandpflanzen, aber seine Bandbreite umfasst Palmen-, Farn-, Koniferen-, Araukarien-, Bambus-, Euphorbia und Myrtaceae-Kollektionen. Die Treibhaussammlung umfasst über 4000 Arten, darunter 350 Arten von Sukkulenten und 360 Arten von Orchideen.